# Verno
Verno (en griego: Βέρνο) es una cadena montañosa boscosa en la parte sur de las unidades regionales de Florina y la parte noreste de Kastoriá en el norte de Grecia. La elevación de su pico más alto, Vitsi, alcanza los 2.128 m (6.982 pies). Se extiende desde el pueblo de Trivouno en el noroeste a Kleisoura en el sureste, en una longitud de unos 30 km (19 millas). Las montañas más cercanas son la Askio al sureste, Baba hacia el norte y Pindo norte hacia el suroeste.